# Торранс, Томас
То́мас Форса́йт То́рранс (англ. Thomas Forsyth, Torrance; 30 августа 1913 года — 2 декабря 2007 год — британский протестантский богослов, профессор христианской догматики Нью-колледжа Эдинбургского университета. Автор многочисленных работ по богословию. Перевел с других языков на английский язык несколько сотен богословских работ. Был редактором английского издания 13 томной «Церковной догматики» Карла Барта. Работы Т. Торранса оказали сильное влияние на многих теологов, в том числе Алистера Макграта.

## Биография
Томас Ф. Торранс родился в Чэнду в провинции Сычуань в западном Китае в семье миссионеров. Школьное обучение Торранс начал проходить в канадской миссионерской школе в Чэнду. В 1927 году его родители-миссионеры вернулись в Шотландию. В 1931 году Торранс поступил в Эдинбургский университет. Из-за ограниченности финансовых возможностей родителей Томас был вынужден учиться более интенсивно, чтобы получить степень магистра не за четыре, а за три года и затем перейти в Нью-Колледж на факультет богословия.

### Научная и общественная деятельность
После завершения обучения в университете Эдинбурга, Торранс получил грант на три года постдипломной работы и продолжил обучение в университете Базеля у К. Барта. Результатом обучения у К. Барта стала работа над диссертацией на тему «Учение о Благодати у апостольских отцов» (англ. «The Doctrine of Grace in the Apostolic Fathers»). В это же время Торранс начинает читать лекции о взаимоотношении между христианской теологией и естественными науками. Эта тема стала основной во всей дальнейшей научной деятельности Торранса. Работа над диссертацией прерывалась из-за войны. После войны Торранс вернулся к деятельности в сельском приходе, где завершил свою диссертацию «Учение о Благодати у апостольских отцов Церкви», которая была опубликована в 1946 году. После защиты диссертации на степень доктора теологии (англ. DTh) он снова вернулся в сельский приход.
С 1947 года в течение трёх лет Торранс служил в церкви Бичгроув в Абердине. Здесь он подготовил к публикации книгу «Учение о человеке у Кальвина» (англ. «Calvin’s Doctrine of Man», 1949), в которой пытался разрешить спор между Бартом и Брунером, которые апеллировали к Кальвину при рассмотрении вопроса о природе и благодати.
В это же время Торранс основал Шотландский журнал теологии (англ. Scottish Journal of Theology), который он издавал вместе с Дж. К. С. Райдом на протяжении тридцати лет (1948—1982). В 1945 году основал Шотландское церковно-богословское общество (англ. Scottish Church Theological Society).
В 1950 году Торранс был приглашён в Эдинбург, где начал свою карьеру в качестве профессора церковной истории Нью-колледжа. После двух лет преподавания получил должность заведующего кафедрой христианской догматики, которую возглавлял до своей отставки в 1979 году.
В 1952 году по инициативе и активном участии Торранса была организована группа учёных для перевода «Церковной догматики» Карла Барта. Сам Торранс стал редактором перевода. Реализация этого проекта потребовала 25 лет труда.

### Военные годы
С началом Второй мировой войны Торранс должен был пойти капелланом на войну, однако список капелланов был настолько большим, что этого пришлось дожидаться почти два года. Торранс прибыл в Ориель-колледж в Оксфорде, чтобы продолжить работу над диссертацией. К концу 1940 года Торранс внял призыву и стал приходским священником в небольшой деревне в Пертшире, где он служил до 1943 года. В 1943 году он прибыл в Эдинбург в надежде стать военным капелланом. В конечном итоге Торрансу удалось присоединиться к Десятому индийскому дивизиону, и он служил в нём в Италии до конца войны. Торранс стремился совершать служение на передовой. Такой опыт привел его к убеждению, что христианское богословие способно стать основой для существования в наиболее острые моменты жизни и смерти. Позднее Торранс назвал богословие без этого вида экзистенциальной глубины «бумажным богословием» — интересным для чтения, но неадекватным для жизни и смерти. В 1944 году он был удостоен за свою храбрость ордена Британской империи.

## Международная деятельность
Торранс был участником конференции «Вера и устройство» в Лунде (Швеция) в 1952 году. C 1952 по 1962 год был членом одноимённой комиссии Всемирного совета церквей. С 1950 по 1958 год Торранс участвовал в диалоге между Шотландской и Англиканской церквами. В 1954 году участвовал в конференции Всемирного совета церквей в Эванстоне, комиссии «Вера и устройство» в Чикаго, а также во Всемирном альянсе реформатских церквей в Принстоне.
В 1969 году Торранс стал членом Международной академии религиоведения (фр. Académie internationale des Sciences religieuses). В 1972 году Торранс был избран президентом Академии и занимал эту должность до 1981 года. В 1976 году Торранс стал членом Международную академию философии наук (фр. Académie Internationale de Philosophie des Sciences). Торранс также был вовлечён в экуменическое движение под руководством Всемирного совета церквей.
Торранс являлся одной из ключевых фигур в диалоге между Всемирным альянсом реформатских церквей и Элладской православной церковью, который начался в 1977 году. Диалог состоял из серии консультаций, проходивших с 1979 по 1983 год. В конечном итоге участниками этого диалога стали 14 Православных Поместных Церквей. Дальнейшие консультации привели к возникновению документа «Общее заявление об официальном диалоге между Православной церковью и Всемирным альянсом реформатских церквей» (англ. Joint Statement of the Official Dialogue between the Orthodox Church and the World Alliance of Reformed Churches), изданном 13 марта 1991 года в Женеве, в котором констатировалось согласие в отношении учения о Святой Троице.
Результаты этих дискуссий были опубликованы в двухтомнике, вышедшем под редакцией Торранса «Богословский диалог между Православной и Реформатскими церквами» (англ. «Theological Dialogue Between Orthodox and Reformed Churches», Volumes I & II, 1985, 1993). Эти связи с Православной Церковью были настолько значимыми, что в 1973 году Торранс был удостоен почетного звания протопресвитера Александрийской православной церкви, а в Аддис-Абебе был посвящён во время литургии в сан пресвитера Мефодием, архиепископом Аксума.
В 1978 году Торранс был удостоен премии фонда Джона Темплтона за прогресс в религии, за вклад в богословие и его отношение к естественным наукам. Он получил почётные степени доктора восьми университетов. В 1982 году стал членом Британской академии наук и Королевского общества Эдинбурга (1979).

## Литературное творчество
Кроме «Церковной догматики» К. Барта, Торранс также редактировал трехтомное издание «Трактатов и сочинений о реформации Жана Кальвина» (англ. «Tracts and Treatises on the Reformation by John Calvin», 1958) и 12-томный комментарий Кальвина на Новый Завет. Кроме того в это время он написал работы «Карл Барт: введение в его раннее богословие» (англ. «Karl Barth: An Introduction to His Early Theology», 1962) и «Богословие в реконструкции» (англ. «Theology in Reconstruction», 1965). Всего между 1946 и 1965 годами Торранс опубликовал более десятка книг и около 150 статей и обзоров. Одна из его значимых книг — «Богословская наука» (англ. «Theological Science», 1969) была удостоена первой премии Коллинза в Британии как лучшая работа по богословию, этике и социологии. Эта работа являлась частью трилогии наряду с книгами «Пространство, время и воплощение» (англ. «Space, Time and Incarnation», 1969) и «Бог и рациональность» (англ. «God and Rationality», 1971), которая была задумана как приготовление к выражению догматики посредством строгого научного контекста. Все три книги являются методологическими по характеру и представляют теологию как отличительную догматическую науку, строго руководствующуюся уникальной природой своего объекта, Богом в Его самооткровении.
Торранс внес вклад в исследования патристики и реформации. Кроме своей книги «Учение о человеке у Кальвина», Торранс написал работу по эсхатологии Лютера, Батцера и Кальвина (Kingdom and Church, 1956), книги «Герменевтика Жана Кальвина» (англ. «The Hermeneutics of John Calvin», 1988) и «Шотландское богословие от Джона Нокса до Джона Маклауда Кэмпбелла» (англ. «Scottish Theology From John Knox to John McLeod Campbell», 1996). Его книга «Тринитарная вера» (англ. «The Trinitarian Faith», 1988) посвящена богословию, воплощенному в Никео-Цареградском Символе веры. В последние годы жизни Торранс опубликовал собрание эссе «Божественный смысл: исследования по патристической герменевтике» (англ. «Divine Meaning: Studies in Patristic Hermeneutics», 1995). Эта работа представляет собой первую часть трёхтомной истории герменевтики и эпистемологии, задуманной для того, чтобы преодолеть недостатки современной библейской интерпретации, которую Торранс рассматривал как существенно ошибочную. Хотя последующие тома не были изданы, большое количество материалов было опубликовано в различных журналах и книгах.

## Награды
- 1944: Орден Британской империи
- 1978: Темплтоновская премия